# Carles Puyol
Carles Puyol (n. 13 aprilie 1978, la Pobla de Segur, Catalonia, Spania) este un fotbalist spaniol retras din activitate, care a jucat la clubul spaniol FC Barcelona. Acesta a fost căpitanul Barcelonei și a jucat pe postul de fundaș central.

## Cariera
Carles Puyol a început să joace fotbal în localitatea sa natală, La Pobla de Segur, un sat de 3000 de locuitori, ca portar. Datorită unei accidentări la umăr, Carles a fost nevoit să renunțe la această poziție, continuând să evolueze pe postul de atacant. A declarat că în tinerețe „părinții mei erau sceptici în legătură cu viitorul meu ca fotbalist, încurajându-mă să mă țin de școală.”
În 1995, la vârsta de 17 ani, a ajuns la tineretul Barcelonei, unde a început să joace mai des pe postul de fundaș dreapta. După un an, a trecut la FC Barcelona B, echipa a doua a clubului, unde, după un singur meci în care a marcat un gol în sezonul 1996-1997, au urmat două sezoane în care a evoluat în 74 de partide pentru echipa secundă a clubului catalan și a marcat 3 goluri.
În anul 1999, după încă opt meciuri jucate pentru Barcelona B, Puyol a fost remarcat de către antrenorul olandez al lui FC Barcelona, Louis van Gaal, care l-a promovat la prima echipă. A debutat pentru FC Barcelona pe 2 octombrie 1999, într-un meci împotriva celor de la Real Valladolid. Meciul s-a încheiat cu victoria echipei lui Puyol, scor 2-0, iar Puyol a continuat să joace la echipa mare, bifând 24 de apariții în acel sezon.
În următorul sezon pentru Barca, Puyol a jucat în doar 17 partide. În sezonul 2001–2002 a evoluat în 35 de paride în Primera Division pentru Barcelona a fost desemnat cel mai bun fundaș dreapta din Europa și a fost selecționat pentru a evolua la Campionatul Mondial de Fotbal 2002. A evoluat și 10 partide în cupele europene, primele sale apariții în competiții găzduite de UEFA, și a marcat primele sale două goluri oficiale pentru Barcelona, ambele în La Liga.
La finalul sezonului 2004-2005, în care a jucat în cele mai multe partide în Primera pentru Barca, 36, Puyol a câștigat primul său titlu de campion al Spaniei. A fost, la fel ca în 2002, numit în echipa anului întocmită de UEFA, de data aceasta însă din postura de fundaș central.
La finalul sezonului 2005-2006, Carles Puyol a câștigat, alături de Barcelona, Liga Campionilor, după o finală în care a învins formația engleză Arsenal cu scorul de 2-1. În același sezon, a câștigat al doilea titlu de campion în Spania, precum și Supercupa Spaniei. A fost, pentru prima oară, declarat cel mai bun fundaș din Europa.

### La națională
În 2000, an în care a debutat și pentru echipa națională de fotbal a Spaniei, Carles Puyol a fost prezent și la Jocurile Olimpice de la Sydney, unde a ajuns cu Spania până în finală, pe care a pierdut-o în fața Camerunului, echipa lui Eto'o.
În 2004, a fost ales căpitan al naționalei Spaniei. A fost convocat pentru loturile care au participat la Campionatul Mondial de Fotbal 2002, Euro 2004, Campionatul Mondial de Fotbal 2006, Euro 2008, Cupa Confederațiilor FIFA 2009 și Campionatul Mondial de Fotbal 2010. La Euro 2008 a reușit să câștige medalia de aur, după ce Spania a trecut în finală, cu Puyol integralist, de Germania, scor 1-0. Mai are în palmares și CM 2010, competiție câștigată în prelungiri în fața Olandei. A ratat turneul final al Europeanului din 2012 din cauza unei accidentări la genunchi suferită într-un meci din mai 2012, cu RCD Espanyol.

## Statistici

### Club
Sursă:
| Club          | Sezon         | Ligă               | Ligă    | Ligă   | Copa del Rey | Copa del Rey | Europa  | Europa | Altele  | Altele | Total   | Total  |
| Club          | Sezon         | Divizie            | Meciuri | Goluri | Meciuri      | Goluri       | Meciuri | Goluri | Meciuri | Goluri | Meciuri | Goluri |
| ------------- | ------------- | ------------------ | ------- | ------ | ------------ | ------------ | ------- | ------ | ------- | ------ | ------- | ------ |
| Barcelona B   | 1996–97       | Segunda División   | 1       | 1      | —            | —            | —       | —      | —       | —      | 1       | 1      |
| Barcelona B   | 1997–98       | Segunda División B | 42      | 3      | —            | —            | —       | —      | —       | —      | 42      | 3      |
| Barcelona B   | 1998–99       | Segunda División   | 38      | 2      | —            | —            | —       | —      | —       | —      | 38      | 2      |
| Barcelona B   | 1999–2000     | Segunda División B | 8       | 0      | —            | —            | —       | —      | —       | —      | 8       | 0      |
| Barcelona B   | Total         | Total              | 89      | 6      | —            | —            | —       | —      | —       | —      | 89      | 6      |
| Barcelona     | 1999–2000     | La Liga            | 24      | 0      | 5            | 0            | 8       | 0      | 0       | 0      | 37      | 0      |
| Barcelona     | 2000–01       | La Liga            | 17      | 0      | 2            | 0            | 5       | 0      | —       | —      | 24      | 0      |
| Barcelona     | 2001–02       | La Liga            | 35      | 2      | 1            | 0            | 15      | 0      | —       | —      | 51      | 2      |
| Barcelona     | 2002–03       | La Liga            | 32      | 0      | 0            | 0            | 14      | 0      | —       | —      | 46      | 0      |
| Barcelona     | 2003–04       | La Liga            | 27      | 0      | 4            | 0            | 7       | 0      | —       | —      | 38      | 0      |
| Barcelona     | 2004–05       | La Liga            | 36      | 0      | 1            | 0            | 8       | 0      | —       | —      | 45      | 0      |
| Barcelona     | 2005–06       | La Liga            | 35      | 1      | 3            | 0            | 12      | 0      | 2       | 0      | 52      | 1      |
| Barcelona     | 2006–07       | La Liga            | 35      | 1      | 7            | 0            | 9       | 1      | 4       | 0      | 55      | 2      |
| Barcelona     | 2007–08       | La Liga            | 30      | 0      | 7            | 0            | 10      | 1      | —       | —      | 47      | 1      |
| Barcelona     | 2008–09       | La Liga            | 28      | 1      | 6            | 0            | 11      | 0      | —       | —      | 45      | 1      |
| Barcelona     | 2009–10       | La Liga            | 32      | 1      | 2            | 0            | 10      | 0      | 4       | 0      | 48      | 1      |
| Barcelona     | 2010–11       | La Liga            | 17      | 1      | 2            | 0            | 8       | 0      | 0       | 0      | 27      | 1      |
| Barcelona     | 2011–12       | La Liga            | 26      | 3      | 7            | 2            | 9       | 0      | 2       | 0      | 44      | 5      |
| Barcelona     | 2012–13       | La Liga            | 13      | 1      | 5            | 1            | 4       | 0      | 0       | 0      | 22      | 2      |
| Barcelona     | 2013–14       | La Liga            | 5       | 1      | 6            | 1            | 1       | 0      | 0       | 0      | 12      | 2      |
| Barcelona     | Total         | Total              | 392     | 12     | 58           | 4            | 131     | 2      | 12      | 0      | 593     | 18     |
| Total carieră | Total carieră | Total carieră      | 481     | 18     | 58           | 4            | 131     | 2      | 12      | 0      | 682     | 24     |

Notes
1. 1 2 3 4 5 6 7 8 9 10 11  Meciuri în Liga Campionilor UEFA
2. ↑  Three meciuri in UEFA Champions League, două meciuri în Cupa UEFA
3. ↑  Meciuri în Cupa UEFA
4. ↑  Meciuri în Supercopa de España
5. ↑  Un meci în Supercupa Europei, eight meciuri și un gol în UEFA Champions League
6. ↑  Two meciuri in Supercopa de España, două meciuri în Campionatul Mondial al Cluburilor FIFA
7. ↑  Un meci în Supercupa Europei, eight meciuri și un gol în UEFA Champions League
8. ↑  Two meciuri in Supercopa de España, două meciuri în Campionatul Mondial al Cluburilor FIFA
9. ↑  Meciuri în Campionatul Mondial al Cluburilor FIFA